# Eduard Vrijens
Wilhelmus Lucas Eduardus Vrijens (Berg-Urmond, 18 april 1854 – Heerlen, 1 maart 1942) was een van de bekendste Broeders van de Heilige Joseph. Zijn kloosternaam was broeder Aloysius.
Vrijens werd geboren als zoon van de belastingontvanger René Vrijens en Maria Dols. Hij had als kind een zwakke gezondheid en leerde van zijn moeder veel over plantkunde en geneeskrachtige kruiden. Omdat Vrijens last had van 'vallende ziekte' werd hij in 1872 door zijn pastoor naar de pas gestichte congregatie van de Kleine Zusters van de Heilige Joseph gebracht om verpleegd te worden. Hierna vervulde hij zijn dienstplicht als  hospitaalsoldaat en bestudeerde hij kruidenboeken. In 1874 trad hij als novice toe tot de congregatie van de Broeders van de Heilige Joseph, een congregatie die dat jaar was gesticht door Peter Joseph Savelberg. Om hem van zijn verlegenheid af te helpen benoemde Savelberg hem tot portier. Op 19 maart 1877 trad hij na zijn professie, officieel als broeder toe in deze congregatie. In 1889 las hij Meine Wasserkur (1886) van Sebastian Kneipp. Vervolgens paste hij deze methode op zichzelf toe. Savelberg stuurde hem in 1891 naar  Wörishofen, waar hij vijf maanden bij pastoor Kneipp verbleef. Deze wenste nadrukkelijk dat na zijn dood zijn instelling aan Aloysius en zijn Broeders van de Heilige Joseph zou worden overgedragen, maar monseigneur Savelberg ging niet op dat aanbod in.
Na zijn terugkomst in Heerlen begon broeder Aloysius zijn kruiden- en Kneippkuur toe te passen. In 1892 werd een mannenhuis voor de Kneippinrichting St. Josefbad te Heerlen geopend. In 1897 werd het Sanatorium St. Jozef-Heilbron gebouwd voor de rijkere, mannelijke kuurgasten. Daarna werd er het pension Mariabad voor vrouwelijke gasten geopend. In 1901 verscheen Aloysius boek Troost der Zieken, dat ook in het Duits en Frans werd vertaald. Hij beschreef in een (nooit uitgegeven) kasboek 330 verschillende ziekten en 34 geneeskrachtige planten. In 1910 telde zijn patiëntenboek zo’n 2.400 namen uit binnen- en buitenland, waaronder die van de vrouw van de beroemde Nederlandse predikant, socialistische voorman en Tweede Kamerlid Ferdinand Domela Nieuwenhuis (1846–1919).
In 1917 werd broeder Aloysius overgeplaatst naar Huize Sint Joseph te Heel, waar de Broeders van de Heilige Joseph en de Kleine Zusters van de Heilige Joseph in 1880 Kasteel Heel hadden aangekocht om er inrichtingen voor verstandelijk gehandicapten te vestigen. Later werd hij generaal-overste van zijn congregatie. Zijn bekende kruidenapotheek in het klooster in Heerlen zette hij voort. In 1935 keerde hij terug naar Heerlen. Hij overleed daar op 87-jarige leeftijd en werd begraven in het kloosterkerkhof aan de Putgraaf. Toen dit werd opgeheven werd Vrijens herbegraven op de begraafplaats van Huize Providentia bij Sterksel.